# 조선백자 마리아상
《조선백자 마리아상》은 KBS 1TV에서 1988년 12월 23일부터 1988년 12월 24일까지 2부작으로 방영된 성탄 특집 드라마이다.
소설가 서기원(徐基源)의 원작 소설을 TV 드라마로 각색한 작품이며, 박해와 탄압을 받았던 대한민국 로마 가톨릭 교회의 초기 교회사를 다룬 사극 드라마이다.

## 출연진
- 유동근
- 박윤정
- 이두섭
- 이호성
- 고설봉
- 이호재
- 윤미선
- 강계식
- 이낙훈
- 장정국
- 남일우
- 양영준
- 김해권
- 박영목
- 최명수
- 이영
- 유명순
- 문미봉
- 윤주상
- 박혜숙
- 임혁주
- 정재순
- 박웅
- 황범식
- 김시원
- 김종구
- 김윤형
- 고희준
- 여무영
- 박상만
- 조은덕
- 오기환
- 김진오
- 차두옥
- 신원균
- 김유행
- 김영배
- 고인배
- 윤용덕
- 김경애
- 신용규
- 최건호
- 정명현
- 양동근